# Лагаш, Андре
Андре́ Лага́ш (фр. André Lagache; 21 января 1885 — 2 октября 1938) — французский автогонщик, вместе с Рене Леонаром выигравший первые соревнования «24 часа Ле-Мана» в 1923 году.

## Карьера
Лагаш работал инженером на автомобильном предприятии «Шенар-Валькер» и был выбран в качестве пилота модели «Sport» для участия в 24-часовой гонке в Ле-Мане. За сутки машина преодолела 2209 км, обогнав другую модель «Шенар-Валькер» на четыре круга. Лагаш продолжал участвовать в гонках в Ле-Мане за ту же команду следующие два года, но больше ни разу не финишировал.
В 1925 году Лагаш и Леонар выиграли «24 часа Спа», вторую гонку этих соревнований. В 1925 и 1926 годах команда завоевала кубок Жоржа Буалло.
В 1920 году Андре Лагаш разработал модель трактора, которые начало выпускать тракторное подразделения «Шенар-Валькер» — FAR. В 1921 году он совместно с другим гонщиком, Глазманном, основал компанию Société Lagache et Glazsmann, занявшуюся производством тракторных прицепов.